# Can't Touch Us Now
Albums de Madness
The Very Best of Madness
(2014)
Singles
1. Mr. Apples
Sortie : 7 septembre 2016
2. Herbert
Sortie : 14 octobre 2016
3. Can't Touch Us Now
Sortie : 16 décembre 2016

Can't Touch Us Now est le douzième album studio de Madness, sorti le 28 octobre 2016.
L'album s'est classé 5e au UK Albums Chart.

## Liste des titres
| No  | Titre                             | Auteur                      | Durée |
| --- | --------------------------------- | --------------------------- | ----- |
| 1.  | Can't Touch Us Now                | Chris Foreman, Lee Thompson | 4:13  |
| 2.  | Good Times                        | Dan Woodgate, Nick Woodgate | 2:53  |
| 3.  | Mr. Apples                        | Graham McPherson            | 3:38  |
| 4.  | I Believe                         | Mike Barson, Thompson       | 3:44  |
| 5.  | Grandslam                         | Foreman, McPherson          | 2:35  |
| 6.  | Blackbird                         | Foreman, McPherson          | 4:03  |
| 7.  | You Are My Everything             | Barson                      | 4:08  |
| 8.  | Another Version of Me             | D. Woodgate, N. Woodgate    | 2:40  |
| 9.  | Mumbo Jumbo                       | Keith Finch, Thompson       | 3:23  |
| 10. | Herbert                           | Barson, McPherson           | 3:57  |
| 11. | Don't Leave the Past Behind You   | D. Woodgate, N. Woodgate    | 2:45  |
| 12. | (Don't Let Them) Catch You Crying | Foreman, Thompson           | 4:10  |
| 13. | Pam the Hawk                      | Barson, McPherson           | 4:37  |
| 14. | Given the Opportunity             | Foreman, Thompson           | 3:31  |
| 15. | Soul Denying                      | Barson, Thompson            | 5:13  |
| 16. | Whistle in the Dark               | Barson, Thompson            | 3:29  |

## Personnel

### Musiciens
- Suggs (Graham McPherson) : chant, tambourin, arrangements cuivres
- Mike Barson : piano, orgue, clavecin, piano électrique, glockenspiel, célesta, Mellotron, guitare, scie musicale, chœurs, arrangements instruments à cordes et cuivres
- Chris Foreman : guitare, Mellotron, Roland Juno-60, arrangements cuivres
- Mark Bedford : basse, contrebasse, tuba
- Lee Thompson : saxophone, chant sur la piste 9, chœurs, guimbarde, arrangements cuivres
- Daniel Woodgate : batterie, programmation, arrangements cuivres

### Musiciens additionnels
- Mike Kearsey : trombone, arrangements cuivres
- Steve Hamilton : saxophone baryton, arrangements cuivres
- Joe Auckland : trompette, banjo, arrangements cuivres
- Mez Clough : percussions
- Ade Omotayo : chœurs
- Spider J. : chœurs
- London Community Gospel Choir : chœurs
- Elise De Villaine : chœurs
- Jo Archard : violon
- Kirsty Mangan : violon, arrangements instruments à cordes
- Amy May : alto
- Sarah Chapman : alto
- Rachael Lander : violoncelle